# José Antonio Montilla Martos
José Antonio Montilla Martos (Valenzuela, Córdoba, 14 de junio de 1966) es un profesor, académico y político español miembro del Partido Socialista Obrero Español.
Padre de dos hijos y licenciado en derecho, se doctora en derecho con premio extraordinario de doctorado en 1993.
Habilitado Nacional en 2004 como catedrático de Derecho Constitucional, de 2005 a 2007 ejerce en la Universidad de Extremadura y desde 2007 ejerce de catedrático en la Universidad de Granada, dirigiendo el Departamento de Derecho Constitucional de la Universidad de Granada entre los años 2015 y 2018 y la Cátedra Fernando de los Ríos. 
Montilla es autor de 5 monografías jurídicas y más de 100 trabajos publicados en libros colectivos y revistas de carácter jurídico en materia de derecho constitucional.
En 2017 es nombrado presidente de la Fundación Caja General de Ahorros de Granada, cargo que mantiene hasta que en 2018 es llamado para ejercer el cargo de Secretario General de Relaciones con las Cortes.

## Trayectoria política
Vinculado siempre al PSOE, ha sido asesor de la ejecutiva federal en asuntos constitucionales entre 2005 y 2011. En 2015 formó parte del equipo de expertos encargado de hacer una propuesta de reforma de la Constitución para incorporarla al programa electoral del partido.
A nivel regional desempeña el cargo de delegado provincial de cultura, en Granada, de la Junta de Andalucía entre el año 2000 y el 2002 y ejerce de vocal de la Junta Electoral de Andalucía de 2014 a 2018.
En 2019, José Antonio Montilla se presenta a las Elecciones generales del 28 de abril como cabeza de lista por el PSOE en la provincia de granada y forma parte del grupo parlamentario socialista en el Congreso de los Diputados hasta febrero de 2020.
El 9 de junio de 2018, Montilla Martos es nombrado Secretario de Estado de Relaciones con las Cortes, cargo en el que es cesado el 29 de enero de 2020; momento en el que es nombrado Secretario de Estado de Relaciones con las Cortes y Asuntos Institucionales, cargo que ostentará hasta julio de 2021.